# Поллак, Джеймс
Джеймс Поллак (англ. James (Jim) B. Pollack; 9 июля 1938 — 13 июня 1994) — американский астрофизик, работавший в Исследовательском центре Эймса (NASA).

## Ранние годы
Поллак родился 9 июля 1938 года, рос в Вудмере, Лонг Айленд в еврейской семье, владевшей бизнесом по производству женской одежды.

## Образование
Закончил Принстонский университет в 1960 году. Защитил магистерскую диссертацию по ядерной физике в Калифорнийском университете в Беркли в 1962 году. Продолжил обучение в Гарвардском университете, где в 1965 году защитил докторскую диссертацию (PhD) по астрофизике (занимался под руководством Карла Сагана, первым аспирантом которого стал).

## Научные достижения

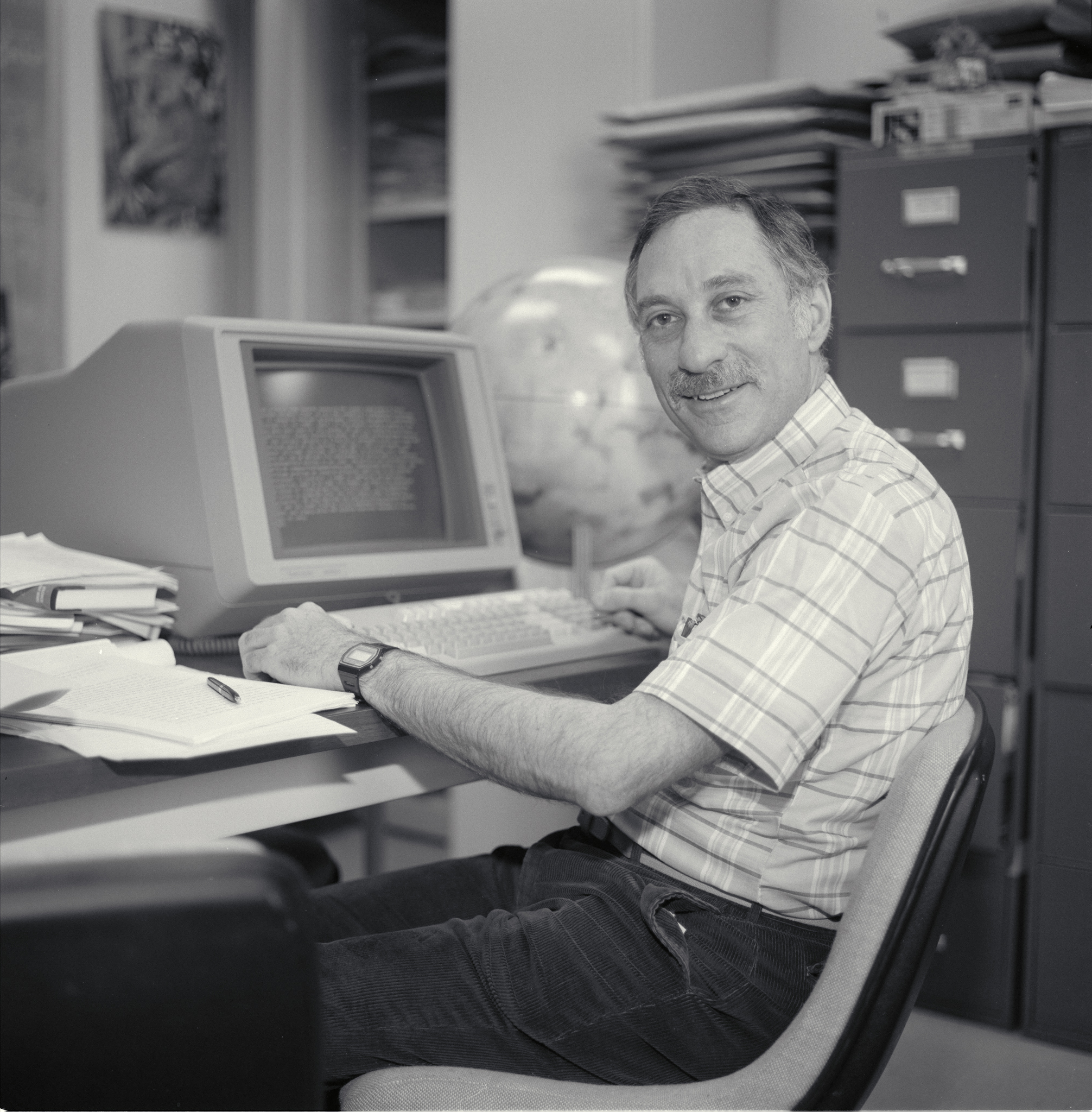
Поллак на рабочем месте в Эймсовском центре

Поллак занимался исследованиями климата разных планет, особенно Марса и Венеры. Он изучал погодные условия на Марсе, анализируя данные Маринера-9 и аппаратов программы «Викинг». На основе этой информации он создал масштабные компьютерные модели ветров, бурь и в целом климатических условий этих планет. Изучал перспективы терраформирования этих планет, исследовал причины вымирания динозавров. С начала 1980-х изучал возможность наступления ядерной зимы в сотрудничестве с рядом ученых, включая Кристофера Маккея  (англ.) и Сагана.
Одна из работ, выполненная Поллаком с коллективом сотрудников в 1996 году, посвящена формированию планет-гигантов. Теоретической основой статьи является так называемая модель аккреции ядра (core accretion), являющаяся в настоящее время стандартной объяснительной моделью развития газовых гигантов.
Всего в научной библиографии Поллака порядка 300 статей.

## Личная жизнь
Поллак был открытым гомосексуалом. Сам он, однако, не придавал этому особого значения (поэтому многим, даже близким друзьям эта подробность долго оставалась не известной), и это не мешало его сотрудничеству ни с Саганом, ни с другими коллегами.

## Смерть

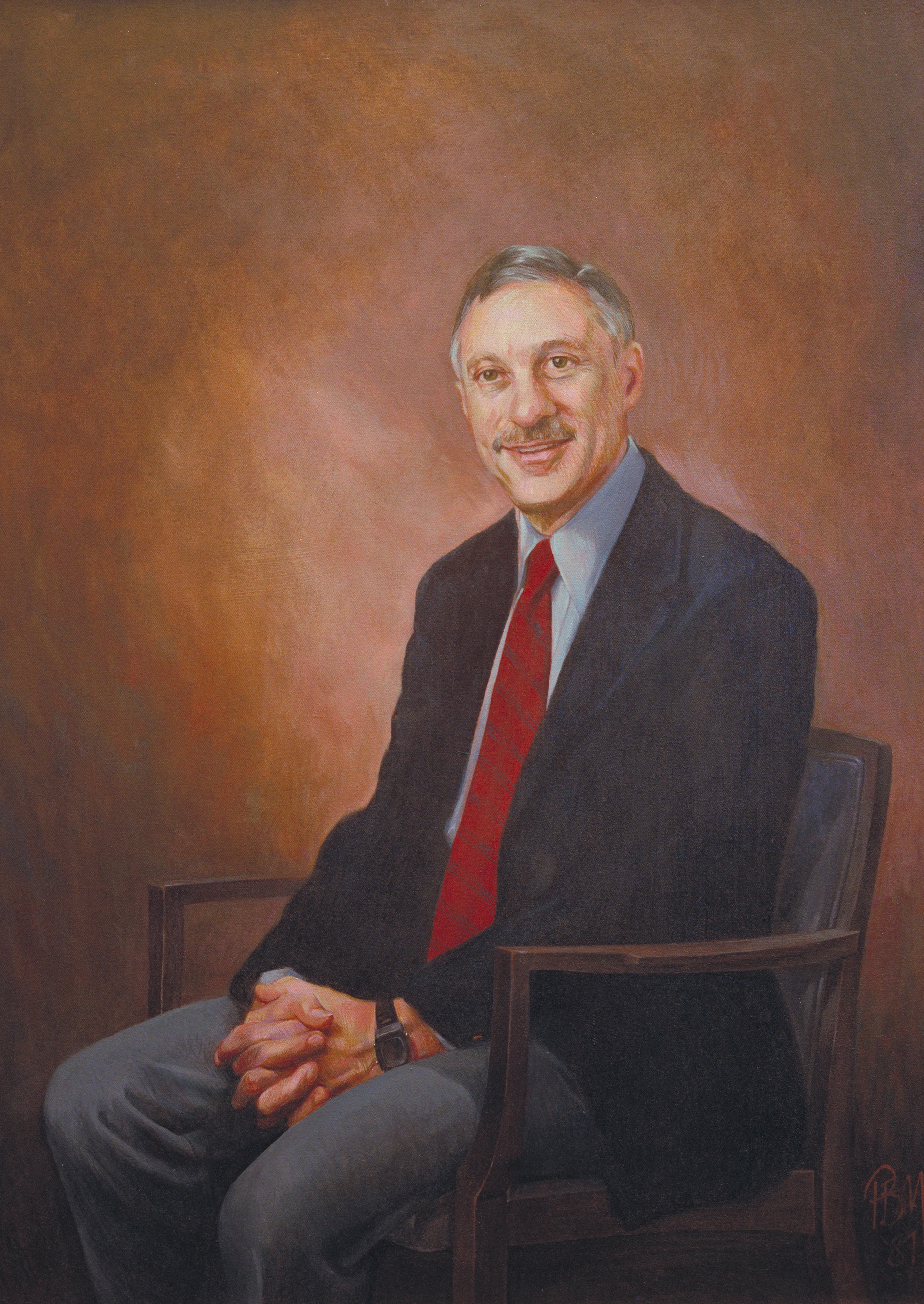
Портрет Поллака в холле Эймсовского центра

До самой смерти Поллак оставался сотрудником Эймсовского центра. 13 июня 1994 года, в возрасте 55 лет, ученый скончался от редкой формы рака спинного мозга.

## Признание заслуг
В 1985 году получил премию Лео Силарда.

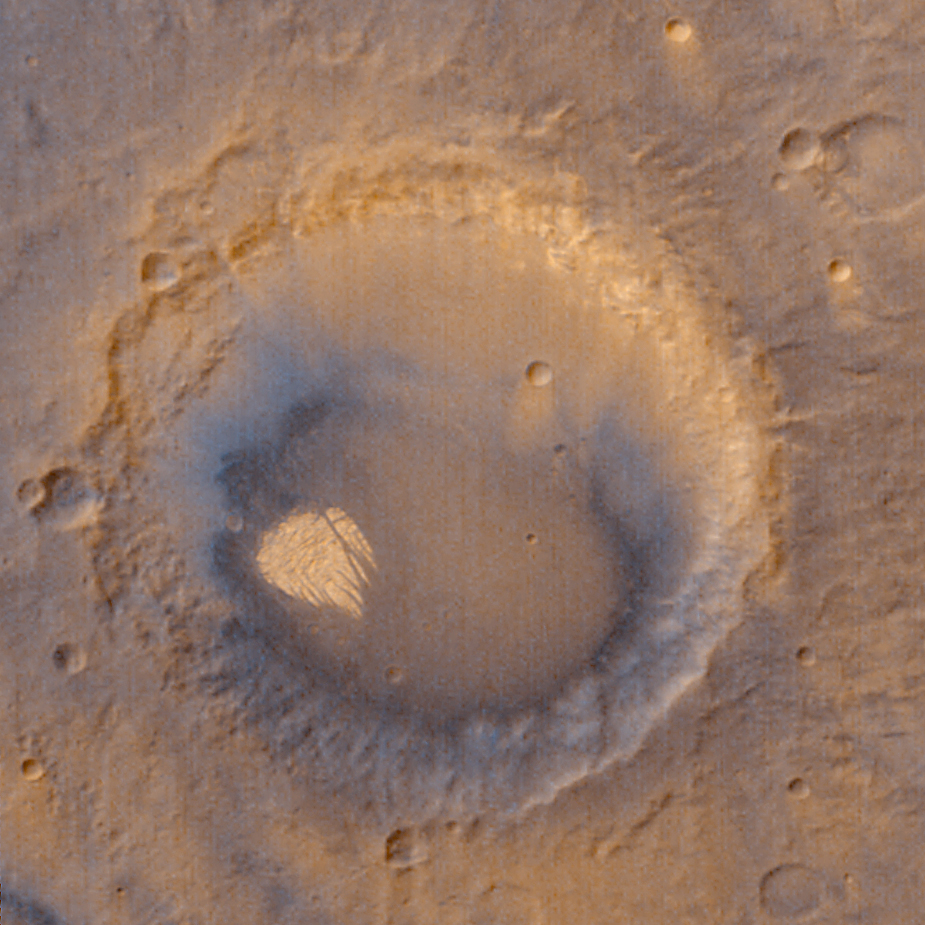
Кратер Поллак

В 1989 году Поллак получил Премию Герарда Койпера (англ.) за выдающиеся достижения в планетологии, сделанные им на протяжении всей его академической карьеры.
Подробный обзор научной деятельности Поллака представлен в вышедшей после его смерти статье "James B. Pollack: A Pioneer in Stardust to Planetesimals Research", представленной в 1996 году на симпозиуме Тихоокеанского астрономического общества (англ.).
В 1995 году по решению Международного астрономического союза именем Поллака назван метеоритный кратер на Марсе (англ.).
В 2000 году вышла книга Кея Дэвидсона о жизни Карла Сагана с посвящением Джеймсу Поллаку.